# Шепета Дмитро Іванович
Дмитро́ Іва́нович Шепе́та — молодший сержант Збройних сил України, учасник російсько-української.

## Бойовий шлях
Протягом вересня — грудня 2014-го виконував бойові завдання з оборони села Гранітне Донецької області. Під час виконання бойового завдання на блокпосту (міст через річку Кальміус) у бойових сутичках його підрозділом знищено до 10 терористів, підбито 2 танки противника. З вересня 2015-го виконував бойові завдання з оборони Широкиного; 25 вересня під час штурму терористами українських позицій у нештатній ситуації й під мінометним вогнем Дмитро Шепета вступив у бій з кількісно переважаючим противником, при цьому командуючи підпорядкованим взводом. Взвод понад годину стримував наступ бойовиків до підходу основних сил батальйону.

## Нагороди
За особисту мужність, сумлінне та бездоганне служіння Українському народові, зразкове виконання військового обов'язку відзначений — нагороджений
- 10 жовтня 2015 року — орденом «За мужність» III ступеня.